# Grèze (géologie)
Pour les articles homonymes, voir Grèzes.

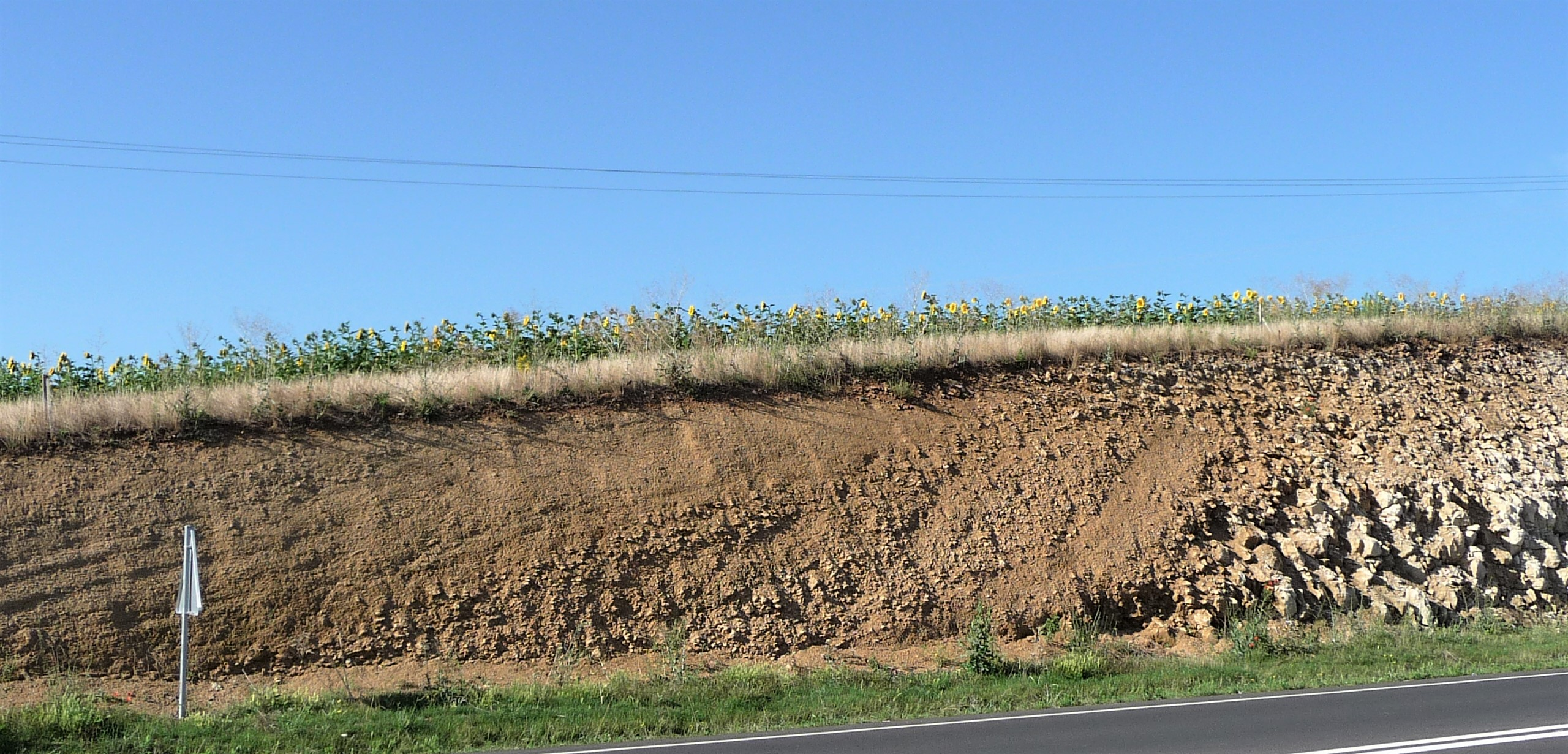
Grèzes litées au contact de calcaires bathoniens à Échiré (Deux-Sèvres).

La grèze, souvent employé dans sa forme plurielle grèzes, est un terme géologique désignant un sable naturel grossier et caillouteux, souvent au pied de versants calcaires, issu de la décomposition de ceux-ci lors des périodes glaciaires du Quaternaire. Ces éboulis de pentes parfois consolidés sont constitués d'éléments souvent anguleux issus des bancs calcaires supérieurs cassés et fendus par la gélifraction périglaciaire, entourés de sable plus ou moins argileux,,.
Les termes grèze et grèze litée ont été définis en 1951 par Yves Guillien. Les matériaux anguleux les constituant ont une taille entre 2,5 mm et 25 mm. La grèze litée est également appelée graveluche en Champagne.
En France, « grèze » se retrouve dans de nombreux toponymes localisés principalement dans la moitié sud.